# Okrężnica
Okrężnica (prononciation : [ɔkrɛ̃ʐˈnit͡sa]) est un village polonais de la gmina de Przyłęk dans le powiat de Zwoleń de la voïvodie de Mazovie dans le centre-est de la Pologne.

## Histoire
De 1975 à 1998, le village appartenait administrativement à la voïvodie de Radom.